# Disyringa
Disyringa é um gênero de esponja marinha da família Ancorinidae.

## Espécies
- Disyringa dissimilis (Ridley, 1884)
- Disyringa nodosa Lendenfeld, 1907